# Jan Talaga
Jan Talaga (ur. 6 maja 1876 w Zembrzycach koło Suchej Beskidzkiej, zm. 22 kwietnia 1955 w Krakowie) – polski malarz, członek ruchów artystycznych Młodej Polski i Secesji Wiedeńskiej

## Życiorys
Syn Stanisława i Barbary z d. Żmudka, drugi z piątki ich dzieci. W 1915 r. ożenił się z Teresą Romanowską, córka Barbara (1924-1997).
Jan Talaga swoją edukację rozpoczął w szkole ludowej w rodzinnych Zembrzycach, kontynuował ją w krakowskiej szkole realnej, a następnie, w latach 1893 – 1898, pobierał nauki w Państwowej Szkole Przemysłowej, również w Krakowie.
Specjalizował się w malarstwie dekoracyjnym i przemyśle artystycznym. Zajmował się polichromią, współpracował z Józefem Mehofferem przy realizacji dekoracji ściennych w skarbcu katedry wawelskiej, dzięki temu został wysłany do Rzymu w celu podniesienia swoich kwalifikacji w tej dziedzinie. Uczył się u prof. Montiego, konserwatora sztuki w Watykanie. Po powrocie w 1900 roku wstąpił do krakowskiej Akademii Sztuk Pięknych. Tu z kolei uczył się u Leona Wyczółkowskiego, Józefa Mehoffera, Juliana Fałata, Teodora Axentowicza i Jana Stanisławskiego. Otrzymał brązowy i srebrny medal uczelni. W 1900 r. był gościem na weselu Lucjana Rydla. W 1911 roku wyjechał ponownie do Włoch, aby uczyć się techniki fresku. Pracował i uczył się w katedrze w Loreto u prof. Ludwiga Seitza. Wraz ze swoim najlepszym przyjacielem, Karolem Fryczem, odnowił w latach 1913–1914 część fresków w katedrze w Sandomierzu. W pracach dekoracyjnych wykazywał skłonność do stylizowania motywów rodzimej sztuki ludowej. 
Uprawiał również malarstwo sztalugowe oraz technikę witrażu. Wraz z Mehofferem i Wyspiańskim jest twórcą witraży w prezbiterium kościoła Mariackiego w Krakowie. Malował też pejzaże, portrety, kwiaty.
Był związany z ruchem artystycznym Secesji Wiedeńskiej, z którą wystawiał w 1908 roku, w szereg jej członków został przyjęty w 1910 r. W 1913 roku przystąpił do Towarzystwa Artystów Polskich „Sztuka”. Wystawiał swoje prace w wielu miastach, w Krakowie, we Lwowie, Poznaniu, Berlinie, Paryżu, Wenecji. Jego malarstwo charakteryzowało się wyciszoną gamą kolorystyczną, upodobaniem do szczegółu i świetnym rysunkiem bryły. W przededniu I wojny światowej odniósł sukces na konkursie malarskim w Paryżu, zdobywając złoty medal za obraz Bach im walde i został przez tamtejszych krytyków uznany za najwybitniejszego malarza "Secesji Wiedeńskiej" i "Młodej Polski".
Od 1915 r. zajął się wyprowadzaniem z ruiny Rustweczka, majątku żony, położonego na wschód od Medyki. Udało się to jednak kosztem jego działalności artystycznej, przez co zaczął popadać jako artysta w zapomnienie, choć wykonał w tym okresie m.in. malowidła na dworcu kolejowym w niedalekim Przemyślu. Po 1945 r. Rustweczko znalazło się poza granicami Polski, co zmusiło artystę do powrotu do rodzinnych Zembrzyc. Najprawdopodobniej w tym czasie powstały polichromie w tamtejszych kościele. Następne lata to posada nauczyciela rysunku w Liceum Plastycznym w Nowym Wiśniczu oraz powrót do Krakowa, już po śmierci żony. W 1953 z powodów ideologicznych zostało odrzucone jego podanie o przyjęcie do Związku Polskich Artystów Plastyków. Odmowa spowodowała pogorszenie się stanu zdrowia artysty i w konsekwencji jego śmierć 22 kwietnia 1955 r. Pochowany został w Zembrzycach.